# Federazione pallavolistica del Marocco
La Federazione marocchina di pallavolo (fra. Fédération royale marocaine de volley-ball, FRMVB) è un'organizzazione fondata nel 1955 per governare la pratica della pallavolo in Marocco.
Organizza il campionato maschile e femminile, e pone sotto la propria egida la nazionale maschile e femminile.
Ha aderito alla FIVB nel 1959.